# Mario no Photopi
 (juin 2012).
Si vous disposez d'ouvrages ou d'articles de référence ou si vous connaissez des sites web de qualité traitant du thème abordé ici, merci de compléter l'article en donnant les références utiles à sa vérifiabilité et en les liant à la section « Notes et références ».
Mario no Photopi est un jeu vidéo éducatif sorti sur Nintendo 64 en 1998 uniquement au Japon. La cartouche dispose d'un port destiné à insérer deux cartes Smart Media, permettant ainsi d'importer ses propres photos. De même, les images produites dans le jeu peuvent être enregistrées sur une carte mémoire pour être utilisées par la suite.
Ce jeu, bien qu'il soit sorti uniquement au Japon, est rapidement devenu très populaire, particulièrement chez les collectionneurs, car il est le seul à utiliser un support SmartMedia dont le numéro de série est NUS-023.
À noter que Nintendo a également commercialisé des cartes SmartMedia contenant toutes sortes d'images tirées de jeux Nintendo.